# Еджвотер-Естейтс (Техас)
Еджвотер-Естейтс (англ. Edgewater Estates) — переписна місцевість (CDP) в США, в окрузі Сан-Патрисіо штату Техас. Населення — 71 особа (2020).

## Географія
Еджвотер-Естейтс розташований за координатами 28°5′49″ пн. ш. 97°51′54″ зх. д. / 28.09694° пн. ш. 97.86500° зх. д. (28.096882, -97.864972).  За даними Бюро перепису населення США в 2010 році переписна місцевість мала площу 0,13 км², уся площа — суходіл.

## Демографія
Згідно з переписом 2010 року, у переписній місцевості мешкали 72 особи в 24 домогосподарствах у складі 16 родин. Густота населення становила 550 осіб/км².  Було 35 помешкань (267/км²).
Расовий склад населення:
| - 95,8 % — білих - 4,2 % — чорних або афроамериканців |

До двох чи більше рас належало 0,0 %. Частка іспаномовних становила 75,0 % від усіх жителів.
За віковим діапазоном населення розподілялося таким чином: 27,8 % — особи молодші 18 років, 55,5 % — особи у віці 18—64 років, 16,7 % — особи у віці 65 років та старші. Медіана віку мешканця становила 34,0 року. На 100 осіб жіночої статі у переписній місцевості припадало 118,2 чоловіків;  на 100 жінок у віці від 18 років та старших — 116,7 чоловіків також старших 18 років.
Цивільне працевлаштоване населення становило 33 особи. Основні галузі зайнятості: оптова торгівля — 54,5 %, освіта, охорона здоров'я та соціальна допомога — 45,5 %.